# Albert Kuwiezin

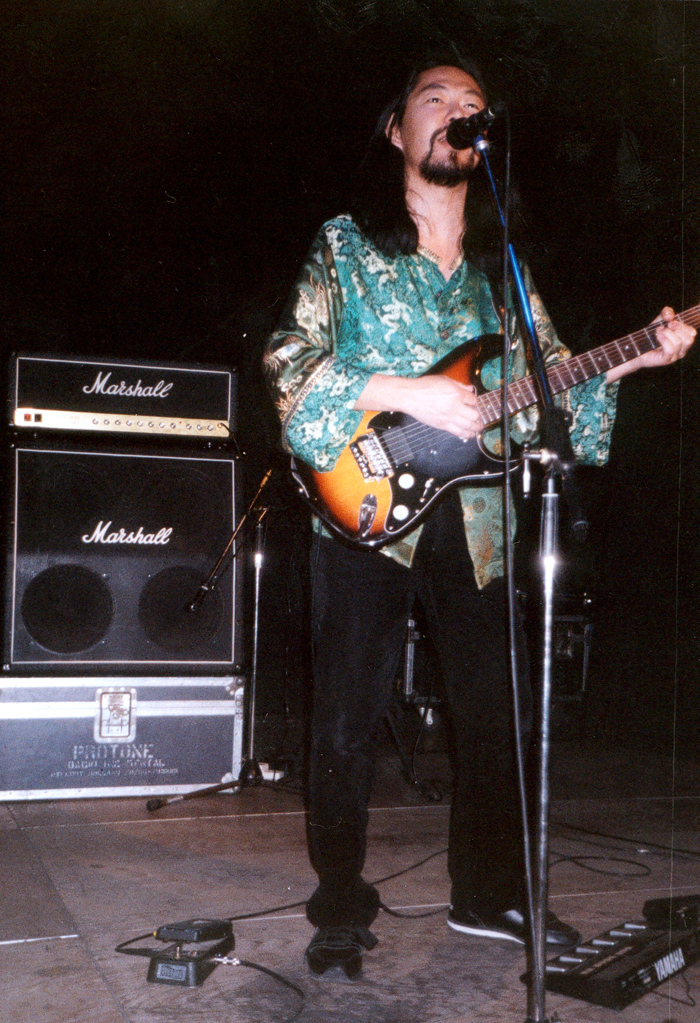
Albert Kuvezin w czasie koncertu z Yat-Kha (2001, Karlsruhe, Niemcy)

Albert Budaczijewicz Kuvezin (ros. Альберт Будачиевич Кувезин, ur. 27 listopada 1965 w Kyzyle) – tuwiński gitarzysta, wokalista, kompozytor i autor tekstów. Założyciel i lider zespołu Yat-Kha.
Kuvezin był jednym z założycieli zespołu Huun-Huur-Tu wykonującego muzykę etniczną i inspirowaną regionem. Jego zainteresowania muzyczne były jednak dużo szersze (m.in. rock, punk-rock), dlatego też w 1993 roku założył własną formację – Yat-Kha, z którą nadal koncertuje.
Oprócz płyt nagranych z Yat-Kha Kuvezin brał udział we wspólnych przedsięwzięciach z różnymi artystami np.: z Alisa ("Dureń", 1997), Susheela Raman i Värttinä.
Nagrywa też solowo.
Jest autorem muzyki do wysokobudżetowego filmu historycznego Тайна Чингис Хаана (premiera marzec 2009).